# Grande Prémio Gulbenkian de Literatura para Crianças e Jovens
O Grande Prémio Gulbenkian de Literatura para Crianças e Jovens é um prémio literário português instituído pela Fundação Calouste Gulbenkian em 1979, no âmbito do Ano Internacional da Criança. Destina-se a obras de ficção para leitores até aos 12 anos.
Os primeiros prémios, relativos ao ano 1979, foram entregues em 15 de maio de 1980.

## Premiados
- 1979
  - Grande Prémio Gulbenkian - Matilde Rosa Araújo (ex aequo)[2]
  - Grande Prémio Gulbenkian - Ricardo Alberty (ex aequo)[2]
  - Prémio para o melhor texto de literatura para crianças - António Torrado (Como se Faz Cor de Laranja)[2]
  - Prémio para o melhor conjunto de ilustrações de um livro para crianças - João Machado (O Fidalgo de Pernas Curtas de Ilse Losa)[2]
  - Prémio Revelação para o melhor inédito de autor estreante - Carlos Correia (Locomotiva Tchaaf)[2]

- 1980
  - Carlos Correia  -  Prémio Revelação para o melhor inédito sendo o autor um estreante;
  - Carlos Correia (Job, o Ás do Bilas e Pífaro Lá Mi Fá Sol) - Recomendado para publicação

- 1982
  - Grande Prémio Gulbenkian - José de Lemos e Adolfo Simões Muller;
  - Prémio para o melhor texto de literatura para crianças - Ilse Losa (Na Quinta das Cerejeiras)
  - Prémio para o melhor conjunto de ilustrações de um livro para crianças - Francisco Relógio e António Modesto

- 1983
  - Grande Prémio Gulbenkian - Ilse Losa
  - Prémio para o melhor texto de literatura para crianças - Alice Vieira (Este Rei que Eu Escolhi)
  - Prémio para o melhor conjunto de ilustrações de um livro para crianças - João Botelho (Os Dois Ladrões) e Jorge Martins (O Livro da Sete Cores)
  - Prémio Revelação para o melhor inédito de autor estreante - Inês de Barros Nascimento Baptista, Margarida Lisboa e Virgílio da Silva Almeida

- 1984
  - Grande Prémio Gulbenkian - Maria Alberta Menéres
  - Prémio para o melhor texto de literatura para crianças - Luísa Ducla Soares (Seis Histórias de Encantar)
  - Prémio para o melhor conjunto de ilustrações de um livro para crianças - Maria Antónia Pestana (Olga e Cláudio de Mário Cláudio)

- 1988
  - Prémio para o melhor conjunto de ilustrações de um livro para crianças - Henrique Cayatte (O grande Lagarto da Pedra Azul, de Papiniano Carlos)

- 1990 - António Mota (Pedro Alecrim)
- 1992 - Sophia de Mello Breyner [3]
- 1994 - Luísa Dacosta[4]
- 2002 - José Eduardo Agualusa (Estranhões e Bizarrocos)
- 2004 - António Mota (Se Eu Fosse muito Magrinho)
- ???? - Álvaro Magalhães (Hipopóptimos Uma História de Amor)
- ???? - Jorge de Sousa Braga (Herbário)[5]